# Marlston-cum-Lache
Marlston-cum-Lache var en civil parish 1866–2015 när det uppgick i Dodleston och Eaton and Eccleston, i distriktet Cheshire West and Chester, i Storbritannien. Den ligger i grevskapet Cheshire och riksdelen England, i den södra delen av landet, 260 km nordväst om huvudstaden London. Civil parish hade 112 invånare år 2001.